# Abel Bonnard
Abel Jean Desiré Bonnard (Poitiers, 19 dicembre 1883 – Madrid, 31 maggio 1968) è stato un poeta, romanziere, saggista e politico francese.
Maurrassiano, Bonnard divenne fascista negli anni trenta.

## Biografia
Abel Bonnard è famoso per essere stato uno dei ministri dell'Istruzione (Éducation nationale) di Vichy, nonché, dal 1942 al 1944, partigiano collaborazionista con la Germania.
Nel 1932 venne eletto membro dell'Académie Française, presso la quale si guadagnò fama di avere una penna molto tagliente. Omosessuale al pari di un altro membro dell'Académie (Abel Hermant), entrambi, per ragioni diverse, decisero di collaborare con la Germania nazista. Entrambi furono esclusi da Quai Conti nel 1944, come Pétain e Charles Maurras, ma, al contrario di questi due ultimi, le loro poltrone furono messe immediatamente a disposizione.
Condannato a morte in contumacia, Bonnard si rifugiò in Spagna, dove ottenne l'asilo politico dopo un anno passato nelle carceri di Franco. Nel 1960 ritornò in Francia, fu nuovamente giudicato e condannato a dieci anni di esilio, da conteggiarsi retroattivamente a partire dal 1945. La pena perciò fu simbolica in quanto già scontata, ma, non accettando la sanzione morale, Abel Bonnard preferì ritornarsene in Spagna.

## Opere
- 1906  Les Familiers
- 1908  Les Histoires
- 1908  Les Royautés
- 1913  La Vie et l'Amour
- 1914  Le Palais Palmacamini
- 1918  La France et ses morts
- 1924  Notes de voyage: En Chine (1920-1921), 2 vol..
- 1926  Éloge de l'ignorance
- 1926  La vie amoureuse d'Henri Beyle
- 1927  L'Enfance
- 1928  L'Amitié
- 1928  L'Argent
- 1929  Saint François d'Assise. Rééditions: 1992, 2005.
- 1931  Rome
- 1936  Le drame du présent: Les Modérés
- 1937  Savoir aimer
- 1939  L'Amour et l'Amitié
- 1941  Pensées dans l'action
- 1992  Ce monde et moi(recueil d'aphorismes, posthume)

Opere in italiano 
- Il dovere dell'azione, Edizioni di Ar, 1992.
- Sulla razza, Edizioni di Ar, 1992.

## Premi letterari
- 1906 - Prix de poésie de l'Académie française per Les Familiers.
- 1909 - Prix Archon-Despérouses de l'Académie française per Les Royautés.
- 1924 - Gran premio di letteratura dell'Accademia francese per En Chine.[1]